# سميع داميان
سميع داميان (بالرومانية: S. Damian)‏ هو ناقد أدبي روماني، ولد في 18 يوليو 1930 في ألبا يوليا في رومانيا، وتوفي في 1 أغسطس 2012.